# Christian Lell
Christian Lell (München, 29 augustus 1984) is een Duits voetballer die bij voorkeur in de verdediging speelt.
Lell maakte zijn debuut in het profvoetbal op 4 oktober 2003, toen hij met Bayern München won van Hertha BSC. Onder leiding van de Nederlandse trainer-coach Huub Stevens won hij in het seizoen 2004-2005 de titel met 1. FC Köln in de 2. Bundesliga, waardoor de club terugkeerde in de hoogste afdeling van het Duitse voetbal, de Bundesliga. Op 6 april 2008 maakte Lell zijn eerste doelpunt voor Bayern, in een thuiswedstrijd tegen VfL Bochum (eindstand 3-1).

## Erelijst
| Competitie             |            |                  |            |            |
| Competitie             | Aantal     | Jaren            |            |            |
| 1. FC Köln             | 1. FC Köln | 1. FC Köln       | 1. FC Köln | 1. FC Köln |
| ---------------------- | ---------- | ---------------- | ---------- | ---------- |
| Kampioen 2. Bundesliga | 1x         | 2004/05          |            |            |
| FC Bayern München      |            |                  |            |            |
| Kampioen Bundesliga    | 1x         | 2007/08          |            |            |
| DFB-Pokal              | 2x         | 2007/08, 2009/10 |            |            |
| Ligapokal              | 1x         | 2007             |            |            |